# Szolanzs
A Szolanzs latin eredetű francia női név, a jelentése: ünnepi, ünnepélyes.

## Gyakorisága
Az 1990-es években szórványos név, a 2000-es években nem szerepel a 100 leggyakoribb női név között.

## Névnapok
- május 10.[2]